# Grup de l'atelestita
El grup de l'atelestita és un grup de minerals de la classe dels fosfats, un grup d'oxisals simples de bismut, on X = P, As, V a la fórmula genèrica: Bi₂OXO₄(OH). El grup està format per tres espècies: l'atelestita, l'arsenat que dona nom al grup; la hechtsbergita, un vanadat; i la smrkovecita, un fosfat. Tots tres minerals cristal·litzen en el sistema monoclínic.
| Espècie       | Fórmula        |
| ------------- | -------------- |
| Atelestita    | Bi₂(AsO₄)O(OH) |
| Hechtsbergita | Bi₂(VO₄)O(OH)  |
| Smrkovecita   | Bi₂(PO₄)O(OH)  |

Segons la classificació de Nickel-Strunz, els minerals del grup de l'atelestita pertanyen a "08.BO: Fosfats, etc. amb anions addicionals, sense H₂O, només amb cations de mida gran, (OH, etc.):RO₄ sobre 1:1» juntament amb els següents minerals: nacafita, preisingerita, petitjeanita, schumacherita, kombatita, sahlinita, heneuïta, nefedovita, kuznetsovita, artsmithita i schlegelita.